# Karl Haushofer
Karl Haushofer (n. 27 august 1869, München, Regatul Bavariei – d. 10 martie 1946, Pähl, zona de ocupație americană în Germania⁠(d), Germania) a fost figura centrală a geopoliticii germane. 

## Biografie
Fiul unui învățător bavarez, Haushofer a urmat cariera militară, intrând în armata din Bavaria, în 1889. Orientarea sa spre geopolitică a fost profund legată de numirea sa, în 1908, în cadrul Misiunii Militare a Germaniei din Japonia. Atât în călătoria sa maritimă, înspre arhipelagul nipon, cât și pe drumul terestru de întoarcere, prin Siberia, în anul 1910, Haushofer a fost fascinat de importanța strategică a spațiilor, respectiv a unor locații geografice. În 1912 și-a susținut teza de doctorat, publicată ulterior sub titlul Dai Nihon (Marea Japonie), lucrare în care, exemplificând prin cazul arhipelagului nipon, și-a argumentat teza conform căreia, locația geografică și caracteristicile teritoriale influențează destinul statelor.
Lui Karl Haushofer i se datorează studierea instituționalizată a geopoliticii. Întâi de toate, Haushofer a operat o delimitare tranșantă între geografia politică  descrisă drept disciplina care studiază distribuția puterii statale în spațiile terestre  și geopolitică  adică știința despre formele de viață politică în spațiile naturale ale vieții, care se străduiește să explice dependența primelor de condiționările naturii. Autonomizarea geopoliticii ca disciplină aparte s-a produs în 1924, odată cu înființarea în cadrul Universității de Munchen, a Institutului de Geopolitică și publicarea regulată, între 1924-1945, a periodicului acestuia, "Zeitschrift für Geopolitik" (Jurnal de Geopolitică). După instaurarea regimului nazist, studiile de geopolitică au cunoscut o largă răspândire, fiind coordonate oficial de guvernul nazist, din anul 1935. La Universitatea Heidelberg a fost constituită Asociația Cercetătorilor în Geopolitică, Karl Haushofer devenind primul președinte ale acesteia. La sfârșitul anilor treizeci, fiul său Albrecht a ocupat postul de profesor titular de geopolitică în cadrul Școlii de Studii Politice Avansate (Hochschule für Politik) de la Berlin.
Relațiile familiei Haushofer cu politica nazistă au fost sinuoase. Karl a stabilit raporturi de trainică prietenie cu Rudolph Hess încă înainte de înființarea Partidului Național-Socialist. El a fost un frecvent vizitator al închisorii Landsberg, unde erau deținuți Adolf Hitler și Rudolph Hess după eșuarea puciului din 1923. Există mai multe mărturii, ale unor martori direcți, dar și observațiile unor specialiști, care indică, argumentat, influența ideilor geopolitice ale lui Haushofer asupra lui Hitler, identificabile de altfel în Mein Kampf. Imediat, după ce Adolf Hitler a devenit cancelar, Karl Haushofer a fost numit profesor de geopolitică și decan al Facultății de științe a Universității Munchen. În 1934 a fost numit președinte al Academiei Germane, iar în 1938 a devenit, cu sprijinul lui Rudolph Hess, președintele Ausland Organization, instituție care se ocupa de germanii ce locuiau dincolo de granițe. Între timp, fiul său Albrecht, fusese numit, între 1934-1938, însărcinat special al cancelarului german în Cehoslovacia. Familia Haushofer a renunțat la legăturile privilegiate cu regimul nazist după 1941, și datorită invadării de către Wehrmacht a Uniunii Sovietice, acțiune care contravenea tezelor geopolitice susținute de Karl. Dar poziția acestuia s-a șubrezit în urma "refugierii" lui Hess în Marea Britanie. Albrecht a fost implicat în complotul ofițerilor germani împotriva lui Hitler și a sfârșit prin a fi executat în aprilie 1945, cu doar câteva zile înaintea capitulării Germaniei. Un an mai târziu, deziluzionat de soarta celui de-al Treilea Reich și de implicarea sa nefastă, Karl Haushofer s-a sinucis împreună cu soția sa, Martha.
Karl Haushofer a avut o consistentă și prodigioasă activitate publicistică. Lucrării despre Japonia, i-a adăugat în 1924 (carte reeditată în 1938) Geopolitik des Pazifischen Ozeans. Problemele geopolitice ale Extremului Orient au constituit prima temă majoră tratată de Haushofer. Deși s-a considerat continuatorul intelectual al lui Ratzel și Kjellen, Haushofer s-a raportat permanent la Halford Mackinder și la proiecția dezvoltată de acesta asupra Eurasiei. De altfel, interesul suscitat lui de Extremul Orient se explică prin credința sa că o alianță pe Axa Berlin-Moscova-Tokio, cu Rusia ocupând Mongolia și Japonia controlând Manciuria ar fi putut oferi o rută transcontinentală liberă de interferențele și presiunile anglo-saxone.
Social-darwinist în concepție, Haushofer a preluat de la Ratzel și a acordat valoare supremă obiectivului-fenomen Lebensraum (spațiu vital). Situat sub impactul situației în care ajunsese Germania după Primul Război Mondial, el a fost permanent motivat în a găsi soluții, care să-i confere acesteia posibiltatea de supraviețuire ca mare putere. A fost de acord cu Kjellen că statul se manifestă precum un organism, iar perpetuarea existenței acestuia putea fi asigurată prin achiziționarea unui spațiu îndestulător (Grosseraum). Aria respectivă urma să fie ocupată prin diseminare etnică (Volk), rasială (Blut) și culturală (Kultur). Un rol esențial urmau să-l joace în această perspectivă  vezi Grenzen in ihrer Geographischen und Politikschen Bedentung (Importanța geografică și politică a granițelor), Berlin, 1927  granițele, considerate "mai degrabă locuri ale confruntării și coliziunilor, decât norme juridice ale delimitărilor politico-statale".
Haushofer a și dezvoltat această teză în următoarele sale lucrări, Geopolitik der Panideen (Geopolitica Panideilor), 1931 și Weltpolitik von heute (Politica mondială în prezent), 1934. Preocupat de pericolele ce amenințau Germania, din acest punct de vedere primejdia venea din partea puterilor care controlau navigația maritimă, Haushofer a analizat și configurat liniile de forță ale distribuirilor cultural politice. El a concluzionat că prin difuziunile culturale (pan-idei  pan-gândire) geografia politică lumii s-a configurat sub forma mai multor pan-organisme: Pan-Europa, care spera să devină germană; Eurafrica (bazinul Mediteranean și nordul Africii), care urma să intre sub controlul Pan-Europei; Pan-Rusia, o citadelă care ocupa imensul spațiu dintre Elba și Amur; Pan-Pacific, arie ce urma să fie disputată de Japonia cu puterile coloniale europene și S.U.A.; Pan-America și Pan-Islam, zona Orientului Mijlociu. În condițiile în care Marea Britanie și S.U.A. dominau  prin interese comune  întreaga Emisferă Occidentală, Haushofer s-a arătat convins că, doar o alianță contrabalansatoare a Germaniei cu Rusia  chiar și Sovietică  și Japonia putea asigura țării sale supraviețuirea ca mare putere.
Astfel se explică opoziția lui Haushofer față de războiul cu Uniunea Sovietică. Cu toate că, prin conceptele promovate de el  Lebensraum și Drang nach Osten  care urmau să asigure constituirea unui Kulturboden german compact, a oferit lui Hitler o bază ideologică, ulterior s-a pronunțat în favoarea unei reorientări a expansiunii germane spre sud, sud-est (Drang nach dem Süden). Conștient de prejudiciile aduse disciplinei pe care a slujit-o o viață, datorită aservirii ei regimului nazist în anii treizeci el a arătat că obiectivul său este de a oferi Germaniei o gândire politică superioară, Wehr-geopolitik (geo-strategie), Haushofer a încercat să disculpe geopolitica într-o ultimă lucrare antumă, publicată în noiembrie 1945, Defence of German Geopolitics.